# New York Life Building
New York Life Building je kancelářský mrakodrap v New Yorku. Má 40 podlaží a výšku 187,5 metrů. Jeho výstavba probíhala v letech 1926–1928 podle projektu architekta Casse Gilberta.